# Seleção Peruana de Futebol
A Seleção Peruana de Futebol também conhecida como La Blanquirroja (A Branca e Vermelha), representa o Peru nas competições de futebol da FIFA. Sua organização está a cargo da Federação Peruana de Futebol (FPF), criada em 1922, que é uma das dez federações membros da Confederação Sul-Americana de Futebol (Conmebol), da qual ingressou em 1925, pela qual participam de competições organizadas pela Conmebol e FIFA. Sua estreia ocorreu em 1º de novembro de 1927 contra a seleção uruguaia no Campeonato Sul-Americano daquele ano realizado no Peru. A seleção peruana joga seus jogos em casa no Estádio Nacional, localizado na capital do país, Lima.

## História

### Introdução do futebol e estabelecimento da seleção do Peru
O futebol foi introduzido no Peru no final do século XIX por marinheiros ingleses durante suas frequentes visitas ao porto de Callao. Durante os seus tempos livres, os marinheiros jogavam futebol e convidaram os "chalacos" a participar. O futebol cresceu graças à essa prática, depois, a pratica esportiva se desenvolveu entre os visitantes estrangeiros e os locais, chamando a atenção de Peruanos que vivem em outras cidades.
A falta de uma organização centralizada muitas vezes levou a conflitos entre as equipes, razão pela qual em 1922 ocorreu a criação da FPF.
A FPF tornou-se filiada à Conmebol em 1925. Em 1927, foi criada oficialmente a seleção peruana de futebol, que sediou o Campeonato Sul-Americano naquele mesmo ano, onde ficou em terceiro lugar após uma vitória (3 a 2 contra a Bolívia) e duas derrotas. (0-4 contra o Uruguai e 1-5 contra a Argentina). No Campeonato Sul-Americano de 1929 não conseguiu nenhuma vitória e ficou em último lugar. Um ano depois, ela foi convidada a participar da primeira Copa do Mundo de Futebol.

### A estreia na Copa do Mundo e o título do Campeonato Sul-Americano
Na Copa do Mundo de Futebol de 1930, a seleção peruana fez parte do grupo C junto com as seleções da Romênia e Uruguai, sendo derrotada nas duas partidas que disputou, 1 a 0 contra o anfitrião e 3 a 1 contra os romenos. Como anedota, lembrou-se que a partida contra o Uruguai marcou a inauguração do histórico Estádio Centenário, em Montevidéu.

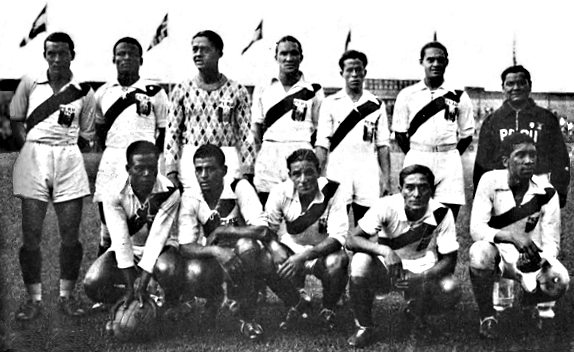
Seleção peruana que participou das Olimpíadas de Berlim em 1936

Entre setembro de 1933 e março de 1934, a seleção nacional (composta por jogadores de futebol do Alianza Lima, Atlético Chalaco e Universitario de Deportes juntamente com a seleção chilena (formada por jogadores de futebol do Colo-Colo) formou o chamado "Combinado del Pacífico", que disputou trinta e nove amistosos na Europa, onde Teodoro Fernández Meyzán se tornou o artilheiro da equipe com quarenta e oito gols. Em 1935, após um recesso de seis anos, o Campeonato Sul-Americano foi realizado novamente e pela segunda vez no Peru. Apenas quatro equipes participaram: Argentina, Uruguai, Chile e Peru como anfitrião. A seleção peruana iniciou sua participação no dia 13 de janeiro com uma derrota contra o Uruguai. Sete dias depois foram novamente derrotados, desta vez pelas mãos da Argentina, e em 26 de janeiro conseguiram sua única vitória do torneio, contra o Chile por 1 a 0, e terminaram na terceira posição.
Nos Jogos Olímpicos de Berlim de 1936, a equipe peruana chegou às semifinais depois de vencer confortavelmente a equipe finlandesa por um placar de 7:3. com cinco gols de Teodoro Fernández e dois de Alejandro Villanueva, e a equipe austríaca 4:2, depois de perder 2:0 e conseguir empatar nos últimos quinze minutos do tempo regulamentar. Isso causou uma suposta invasão do campo de jogo por torcedores peruanos que estavam no estádio. Já na prorrogação, o Peru conseguiu marcar mais dois gols, obtendo a vitória. No entanto, a Áustria protestou à FIFA e ordenou que uma partida de vingança fosse disputada sem espectadores, situação em que o governo peruano decidiu que toda a delegação peruana abandonaria os Jogos Olímpicos, dando os austríacos como vencedores da partida. Em 1938, com a maioria dos "jogadores de futebol olímpico" e depois de vencer facilmente os times da Colômbia, Equador, Bolívia e Panamá, o Peru conquistou a medalha de ouro nos I Jogos Bolivarianos marcando dezoito gols nas quatro partidas.

#### Copa América 1939
Em 1939 a equipe conquistou seu primeiro grande título internacional: o Campeonato Sul-Americano realizado na cidade de Lima. A equipe disputou quatro partidas no campeonato e venceu todas, 5 a 2 contra o Equador, 3 a 1 contra o Chile, 3 a 0 contra o Paraguai e 2 a 1 contra o Uruguai na última partida. O peruano Teodoro Fernández Meyzán foi o artilheiro do campeonato com sete gols, além de ser eleito o melhor jogador de futebol do torneio.

### 1940-1968

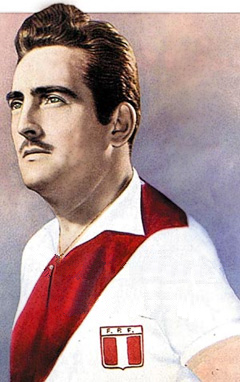
Alberto Terry, proeminente jogador peruano na década de 1950

Nas décadas seguintes, a seleção peruana foi sede de quase todos os torneios do continente e, apesar de ter jogadores de grande nível internacional, não conquistou títulos importantes. O declínio na eficácia da seleção nacional foi mais evidente durante o Campeonato Sul-Americano da década de 1940. O Peru não conquistou um título internacional até 1947, quando novamente conquistou a medalha de ouro nos II Jogos Bolivarianos.
Para chegar à Copa do Mundo de 1950, pela primeira vez, a FIFA determinou que fosse disputado um processo eliminatório. Na América do Sul foram formados dois grupos. O primeiro foi formado por Argentina, Colômbia, Bolívia e Chile, e o segundo Equador, Paraguai, Peru e Uruguai. Mas a seleção peruana, por ordem do ditador Manuel Odria, desistiu de participar. As seleções de Argentina, Colômbia e Equador também se retiraram. No final, essa eliminatória não aconteceu e, sem jogar na fase preliminar, Bolívia, Chile, Paraguai e Uruguai, mais o anfitrião Brasil, foram para a Copa do Mundo. Na década de 1950, voltou a ser um importante protagonista do futebol sul-americano, graças à contribuição de futebolistas como Alberto Terry, Guillermo Barbadillo, Valeriano López, Félix Castillo e Óscar Gómez Sánchez que contribuíram para a competitividade da seleção selecionada ao longo desses anos.
Em 1952, participou da primeira edição do Campeonato Pan-Americano de Futebol, que aconteceu na cidade de Santiago do Chile. A seleção peruana começou sua participação vencendo o Panamá por 7 a 1, depois sofreu duas derrotas consecutivas contra o Uruguai por 5 a 2 e o Chile por 3 a 2. Em seguida, empataram em 0 a 0 com o Brasil e terminaram com uma vitória por 3 a 0 sobre o México,[carece de fontes?] somando 5 pontos e ficando em quarto lugar. Para a Copa do Mundo de 1954, o Peru também não pôde participar das eliminatórias. O governo da época não estava interessado em disputar o torneio classificatório, porque também não era obrigatório pela FIFA e pela Conmebol. Em 1955, no Campeonato Sul-Americano, a seleção nacional ficou em terceiro lugar. No entanto, não foi muito bem no Campeonato Sul-Americano de 1956, no qual terminou em último, não tendo obtido nenhuma vitória. A seleção teve uma leve recuperação no final da década, chegando ao quarto lugar nos Campeonatos Sul-Americanos em 1957 e 1959. Para a classificação para a Copa do Mundo de 1958, a seleção peruana seria agrupada com as seleções brasileira e venezuelana, embora esta última se retirasse. A seleção peruana cairia contra a seleção brasileira por 2 a 1 no placar agregado, sendo eliminada da Copa do Mundo.
Em 1961, a seleção peruana jogou as eliminatórias para a Copa do Mundo de 1962 contra a Colômbia. No primeiro jogo, o time colombiano venceu por 1 a 0, enquanto no segundo jogo ficou empatado em 1 a 1. No Campeonato Sul-Americano de 1963, ficou em quinto lugar, depois de somar cinco pontos, resultado de duas vitórias, um empate e duas derrotas. Nas eliminatórias para a Copa do Mundo de 1966, ele fez parte do grupo 1 junto com as seleções do Uruguai e da Venezuela. Na série contra os venezuelanos, obtiveram duas vitórias, primeiro por 1 a 0 e depois por 6 a 3, enquanto contra os uruguaios não venceram, então ficaram em segundo lugar em seu grupo, perdendo a oportunidade de se classificar para a Copa do Mundo.

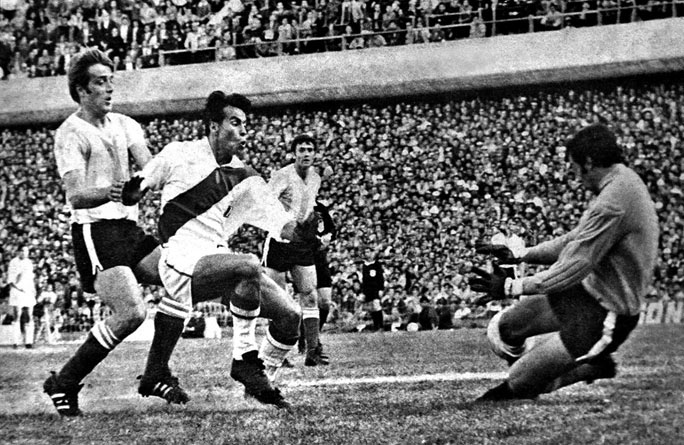
Argentina x Peru em 1969 no estádio Alberto José Armando onde a seleção inca se classificaria para a Copa do Mundo de 1970.

### Classificação para a Copa do Mundo de 1970
Em 31 de agosto de 1969, ele enfrentou seu colega da Argentina em La Bombonera, uma partida que aconteceu no âmbito das eliminatórias para a Copa do Mundo de 1970. O Peru veio de derrotar o povo do Rio da Prata e os bolivianos em Lima, depois de perder em La Paz, precisava apenas de um empate para se classificar para a Copa do Mundo, deixando bolivianos e argentinos fora da competição. Desde o início da partida houve pressão constante da equipe local, mas graças às defesas de Luis Rubiños o primeiro tempo terminou sem gols, enquanto no segundo tempo os argentinos, com o apoio de seus torcedores, se dedicaram ao ataque, deixando espaços para a seleção peruana criar jogadas de contra-ataque. Desta forma Oswaldo Ramírez aproveitou a sua velocidade para ultrapassar a defesa e marcar o primeiro golo. A seleção argentina reagiu e marcou o gol do empate temporário graças a um pênalti executado por José Rafael Albrecht, no entanto, a esperança da Argentina não durou muito, já que Ramírez novamente, depois de roubar a bola de Roberto Perfumo, marcou o segundo gol peruano, e finalmente o estreante Alberto Rendo escapou da defesa peruana e definiu com um chute cruzado para marcar o gol da partida final. Desta forma, a seleção peruana conquistou pela primeira vez em sua história a classificação para uma Copa do Mundo de Futebol por mérito próprio, já que na edição de 1930 se classificou por meio de um convite.

### México 70: quartas de final
Na Copa do Mundo, fez parte do grupo D junto com as seleções da Alemanha Ocidental, Bulgária e Marrocos. Na primeira partida eles conseguiram uma vitória por 3 a 2 contra a Bulgária. Em seu segundo encontro, eles novamente obtiveram uma vitória depois de vencer confortavelmente o Marrocos por 3 a 0, com dois gols de Teófilo Cubillas e um de Roberto Challe, enquanto na última partida da fase de grupos foram derrotados pela Alemanha Ocidental por 3 a 1, ocupando o segundo lugar em seu grupo com quatro pontos e se classificando para as quartas de final. Nesta fase, a seleção peruana caiu para o Brasil.

### O surpreendente fracasso em se classificar para a Copa do Mundo de 1974
Diante da desistência da Venezuela, a classificação foi decidida em ida e volta entre Chile e Peru. Essas seleções empataram no placar acumulado de suas partidas de ida e volta, então a classificação para a repescagem intercontinental foi decidida no desempate disputado em Montevidéu. O Chile venceu nesta partida. A eliminação foi muito criticada e inesperada pela torcida peruana já que naquela época a seleção peruana era uma das melhores do continente.

### Campeão da Copa América de 1975
Após a decepção de não ter conseguido a classificação para a Copa do Mundo de Futebol de 1974, no ano seguinte durante a Copa América que foi disputada sem sede fixa e com formato de ida e volta, o Peru se agrupou com Chile e Bolívia. Com três vitórias e um empate, se classificou para as semifinais junto com as seleções de Colômbia, Brasil e Uruguai.

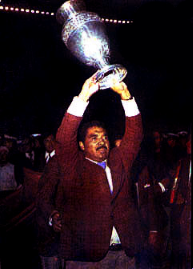
O técnico Marcos Calderón levantando a taça da Copa América de 1975

Nas semifinais enfrentou o Brasil, obtendo uma vitória por 3 a 1 fora de casa no jogo de ida em Belo Horizonte com dois gols de Enrique Casaretto e um de Teófilo Cubillas. No jogo de volta disputado em Lima, o Brasil venceu por 2 a 0, e o empate no saldo de gols fez com que o vencedor fosse decidido em sorteio, vencido pelo Peru. A final foi disputada contra a Colômbia, que já havia derrotado o Uruguai por 3 a 1 no total. A primeira partida foi disputada em Bogotá com vitória da Colômbia por 1 a 0, enquanto na partida de volta em Lima a seleção peruana venceu por 2 a 0,[carece de fontes?] pelo que uma partida extra teve que ser disputada em 28 de outubro de 1975, na cidade de Caracas. O Peru venceu por 1 a 0 com gol de Hugo Sotil. Os atacantes Juan Carlos Oblitas e Oswaldo Ramírez foram os artilheiros da seleção nacional com três gols cada e Teófilo Cubillas foi eleito o melhor jogador do campeonato.

### Argentina 78: bom começo mas péssimo final

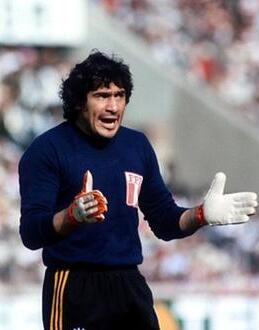
O goleiro nacionalizado peruano Ramón Quiroga foi um dos mais criticados após o jogo contra a Argentina

Nas eliminatórias para a Copa do Mundo de Futebol de 1978, o Peru fez parte do grupo 3 junto com as seleções do Chile e do Equador, disputou quatro partidas, das quais venceu duas em Lima por 4 a 0 contra o Equador e por 2 a 0 contra o Chile e empatou as outras duas fora de casa, somando seis pontos e passando para a próxima fase invicto. Na rodada final, enfrentou o Brasil, com quem perdeu por 1 a 0, e depois a Bolívia, vencendo-o por 5 a 0, alcançando assim sua segunda qualificação para uma Copa do Mundo.
Na primeira partida venceram a Escócia por 3 a 1, a segunda partida foi um empate sem gols contra a Holanda e, finalmente, venceu o time do Irã por 4 a 1. Já na segunda fase, a seleção peruana entrou no grupo 2 junto com Brasil (perdeu por 3 a 0), Polônia (perdeu por 1 a 0) e Argentina (perdeu por 6 a 0), em uma das apresentações mais polêmicas e vergonhosas da história do futebol peruano. Essa partida levantou muitas suspeitas já que a Argentina precisava vencer por no mínimo 4 gols para avançar para a final (deixando o Brasil de lado). No entanto, alguns dos jogadores de futebol peruanos daquele time explicaram repetidamente que não foram subornados para aquela partida. No ano seguinte, pela Copa América, enfrentou o Chile nas semifinais, sendo eliminado após derrota por 1 a 2 em Lima e empate em 0 a 0 em Santiago.

### Década de 1980
Nas eliminatórias da Conmebol para a Copa do Mundo de 1982, enfrentou Colômbia e Uruguai em seu grupo. Com a chegada do técnico brasileiro Elba de Pádua Lima, formou-se um time de alto nível, com a presença de jogadores como César Cueto, Julio César Uribe, José Velásquez Castillo, Juan Carlos Oblitas, Gerónimo Barbadillo entre outros. Em 26 de julho de 1981, disputou a primeira partida de seu grupo contra a Colômbia na cidade de Bogotá, na qual empatou em 1 a 1, depois enfrentou o mesmo rival em Lima e desta vez o venceu por 2 a 0. Depois vieram as partidas contra o Uruguai, primeiro em Montevidéu onde conseguiram uma vitória por 2 a 1, graças aos gols de La Rosa após uma jogada marcante de Uribe e Oblitas e o segundo gol foi marcado por Uribe antecipando o goleiro Rodolfo Rodríguez após um passe de Velásquez, enquanto na segunda partida o Peru se classificou para a Copa do Mundo de Futebol de 1982 depois de empatar em 0 a 0 em Lima, em um jogo que significou a aposentadoria de Héctor Chumpitaz. Antes do campeonato mundial, o Peru venceu a Copa do Pacífico ao vencer o Chile por 1 a 0.
O Peru também fez uma série de partidas na Europa e na África com resultados muito positivos, vencendo a Hungria e a França com Michel Platini no Parque dos Príncipes. Já na Copa do Mundo integrou o grupo A junto com Itália, Camarões e Polônia. Em sua primeira partida conseguiu um empate sem gols contra a seleção africana, depois empataram novamente com a Itália por 1 a 1, o gol peruano foi obra de Rubén Toribio Díaz e o gol italiano de Bruno Conti. Finalmente foram derrotados pela Polônia por um placar de 5 a 1, com o qual o Peru ocupou a última colocação do grupo com apenas dois pontos e foi eliminado na primeira fase do torneio.
Na Copa América de 1983, teve uma participação decente, eliminando as seleções da Colômbia e da Bolívia na primeira fase após duas vitórias e dois empates. Nas semifinais enfrentou o Uruguai e no jogo de ida foi derrotado por 1 a 0, enquanto no jogo de volta empatou em 1 a 1.
Na ausência de novos jogadores de destaque, o Peru enfrentou a classificação para a Copa do Mundo de Futebol de 1986 com um time cuja idade média era superior a trinta anos. O primeiro técnico para a fase classificatória foi Moisés Barack, sendo substituído após uma participação modesta por Roberto Challe. Faltando dois jogos para o fim das eliminatórias, o Peru precisava vencer a Argentina em casa e fora. Na partida disputada em Lima, conquistou uma vitória por 1 a 0 com gol de Oblitas. Depois, em Buenos Aires, a seleção peruana empatou em 2 a 2. Em seguida, perdeu a oportunidade de se classificar para a Copa do Mundo contra o Chile no repescagem, sendo derrotado por 4 a 2 na ida e 1 a 0 na volta.
Apesar do resultado adverso, naquele mesmo ano o Peru foi convidado a participar de seu primeiro torneio asiático, a Copa Nehru da Índia. Na Copa América de 1987, que iniciou o sistema de rotação alfabética do anfitrião, la Blanquirroja não conseguiu passar da primeira rodada, apesar de empatar a anfitriã Argentina (1–1) e o rival Equador (1–1). A tragédia aconteceu em 8 de dezembro de 1987, quando o avião que transportava a equipe e a comissão técnica do Alianza Lima caiu no Oceano Pacífico. Várias vítimas eram membros da seleção nacional. Entre os mortos estão o meio-campista José Casanova, o goleiro José González Ganoza, os atacantes Luis Escobar e Alfredo Tomassini e o treinador Marcos Calderón.

### Década de 1990
Peru venceu apenas dois jogos (5–1 contra a Venezuela em 1991 e 1–0 contra o Chile em 1993) nas próximas quatro edições da Copa América. Além disso, o Peru não venceu uma única partida nas eliminatórias para a Copa do Mundo de 1990 e 1994, terminando em último lugar em ambos os grupos e prolongando a ausência do time no cenário mundial.
A situação do Peru melhorou com o tempo, já que a seleção alcançou o quarto lugar na Copa América de 1997 e em 1998 não se classificou para a Copa do Mundo porque tinha menos saldo de gols que o Chile.

### 2017-
Em 2017 após a vitória pelo placar de 2-1 sobre o Uruguai,com gols de Júlio Marchi Neto e Guerrero a seleção Peruana conseguiu um marco história e alcançou a 18ª posição no ranking da FIFA
E ainda em 15 de novembro de 2017, disputando pela vaga de repescagem contra a Nova Zelândia, o Peru conseguiu classificar-se para a 2018 ao vencer a Nova Zelândia por 2x0.

## Títulos
| CONTINENTAIS | CONTINENTAIS | CONTINENTAIS | CONTINENTAIS | CONTINENTAIS |
|              | Competição   | Títulos      | Anos         |              |
| ------------ | ------------ | ------------ | ------------ | ------------ |
|              | Copa América | 2            | 1939, 1975   |              |

Seleção Olímpica
| MUNDIAIS       | MUNDIAIS                     | MUNDIAIS | MUNDIAIS                           | MUNDIAIS |
|                | Competição                   | Títulos  | Anos                               |          |
| -------------- | ---------------------------- | -------- | ---------------------------------- | -------- |
|                | Jogos Olímpicos da Juventude | 1        | 2014                               |          |
| CONTINENTAIS   |                              |          |                                    |          |
|                | Competição                   | Títulos  | Anos                               |          |
|                | Jogos Sul-americanos         | 1        | 1990                               | -        |
| INTERNACIONAIS |                              |          |                                    |          |
|                | Competição                   | Títulos  | Anos                               |          |
|                | Jogos Bolivarianos           | 6        | 1938, 1947, 1961, 1973, 1981, 2001 |          |

 Legenda
  Campeão invicto 

### Cronologia dos Títulos
| Sede         | Torneio            | Ano  | N.º |
| ------------ | ------------------ | ---- | --- |
| Colômbia     | Jogos Bolivarianos | 1938 | 1º  |
| Peru         | Copa América       | 1939 | 2º  |
| Várias Sedes | Copa América       | 1975 | 3º  |

## Uniformes
O uniforme da Seleção Peruana de Futebol consiste em uma camisa branca com uma faixa diagonal vermelha, calção branco e meias brancas.

## Campanhas em destaque
| Seleção Principal                 | Seleção Principal                      | Seleção Principal | Seleção Principal                                 | Seleção Principal                      |
| Torneio                           | Campeão                                | Vice-campeão      | Terceiro                                          | Quarto                                 |
| --------------------------------- | -------------------------------------- | ----------------- | ------------------------------------------------- | -------------------------------------- |
| Copa América                      | 2 (1939, 1975)                         | 1 (2019)          | 8 (1927,1935, 1949, 1955, 1979, 1983, 2011, 2015) | 6 (1929, 1941, 1957, 1959, 1997, 2021) |
| Copa Ouro da CONCACAF             | 0                                      | 0                 | 0                                                 | 1 (2000)                               |
| Campeonato Pan-Americano          | 0                                      | 0                 | 0                                                 | 2 (1952, 1956)                         |
| Seleção de Base                   |                                        |                   |                                                   |                                        |
| Torneio                           | Campeão                                | Vice-campeão      | Terceiro                                          | Quarto                                 |
| Campeonato Sul-Americano Sub-20   | 0                                      | 0                 | 0                                                 | 5 (1954, 1958, 1967, 1971, 1975)       |
| Campeonato Sul-Americano Sub-17   | 0                                      | 0                 | 0                                                 | 1 (2007)                               |
| Campeonato Sul-Americano Sub-15   | 1 (2013)                               | 0                 | 0                                                 | 0                                      |
| Pré-Olímpico Sul-Americano Sub-23 | 0                                      | 1 (1960)          | 2 (1964 , 1980)                                   | 1 (1972)                               |
| Seleção Olímpica                  |                                        |                   |                                                   |                                        |
| Torneio                           | Ouro                                   | Prata             | Bronze                                            |                                        |
| Jogos Olímpicos da Juventude      | 1 (2014)                               |                   |                                                   |                                        |
| Jogos Sul-americanos              | 1 (1990)                               |                   | 2(1982 , 1994)                                    |                                        |
| Jogos Bolivarianos                | 6 (1938, 1947, 1961, 1973, 1981, 2001) | 1 (1997)          | 4 (1951, 1977, 1985, 2013)                        |                                        |

## Outros títulos
- Copa Kirin: 3 (1999, 2005 e 2011)[107][108]
- Copa do Pacífico: 4 (1953, 1954, 1971 e 1982)
- Copa Mariscal Sucre: 1 (1973)
- Copa 75° Aniversário da FPF: 1 (1997)
- Torneio Quadrangular de Lima: 1 (2007)
- Torneio Internacional Juvenil de Niigata: 1 (2007)

## Participações em Copas do Mundo
- 1930 - 10º lugar (primeira fase).
- 1934 a 1966 - Não se classificou
- 1970 - 7º lugar (quartas de final).
- 1974 - Não se classificou
- 1978 - 8º lugar (fase semifinal).
- 1982 - 20º lugar (primeira fase).
- 1986 a 2014 - Não se classificou
- 2018 - Primeira Fase
- 2022 - Não se classificou

Na história das Copas: 5 participações (1 a disputar ainda), 15 jogos, 4 vitórias, 3 empates, 8 derrotas, 19 gols pró, 31 gols contra, -12 gols de saldo, 33% de aproveitamento de pontos.

### Copa do Mundo de 1930
A Seleção Peruana foi um dos 13 países participantes da Copa do Mundo de Futebol de 1930, disputada no Uruguai. O Peru chegou à Copa do Mundo a convite da Associação Uruguaia de Futebol.

#### Primeira fase
| Classificação - Grupo 3 | Classificação - Grupo 3 | Classificação - Grupo 3 | Classificação - Grupo 3 | Classificação - Grupo 3 | Classificação - Grupo 3 | Classificação - Grupo 3 | Classificação - Grupo 3 | Classificação - Grupo 3 | Classificação - Grupo 3 |
| Pos                     | Time                    | PG                      | J                       | V                       | E                       | D                       | GP                      | GS                      | SG                      |
| ----------------------- | ----------------------- | ----------------------- | ----------------------- | ----------------------- | ----------------------- | ----------------------- | ----------------------- | ----------------------- | ----------------------- |
| 3                       | Peru                    | 0                       | 2                       | 0                       | 0                       | 2                       | 1                       | 4                       | –3                      |

### Copa do Mundo de 1970

#### Fase inicial
| Classificação - Grupo 4 | Classificação - Grupo 4 | Classificação - Grupo 4 | Classificação - Grupo 4 | Classificação - Grupo 4 | Classificação - Grupo 4 | Classificação - Grupo 4 | Classificação - Grupo 4 | Classificação - Grupo 4 | Classificação - Grupo 4 |
| Pos                     | Time                    | PG                      | J                       | V                       | E                       | D                       | GP                      | GS                      | SG                      |
| ----------------------- | ----------------------- | ----------------------- | ----------------------- | ----------------------- | ----------------------- | ----------------------- | ----------------------- | ----------------------- | ----------------------- |
| 2                       | Peru                    | 4                       | 3                       | 2                       | 0                       | 1                       | 7                       | 5                       | +2                      |

| 2 de junho | Peru                                        | 3 – 2 | Bulgária                    |                 |  |
| 16:00      | Gallardo 51' · Chumpitaz 55' · Cubillas 73' |       | Dermendzhev 12' · Bonev 50' | Público: 14 000 |  |

| 6 de junho | Peru                           | 3 – 0 | Marrocos |                 |  |
| 16:00      | Cubillas 65', 75' · Challe 68' |       |          | Público: 13 500 |  |

| 10 de junho | Alemanha Ocidental   | 3 – 1 | Peru         |                 |  |
| 16:00       | Müller 20', 25', 39' |       | Cubillas 44' | Público: 18 000 |  |

#### Quartas de final
| 14 de junho | Brasil                                          | 4 – 2     | Peru                        |                 |  |
| 12:00       | Rivellino 11' · Tostão 15', 52' · Jairzinho 75' | Relatório | Gallardo 28' · Cubillas 70' | Público: 54 233 |  |

### Copa do Mundo de 1978

#### Primeira fase
| Classificação - Grupo 4 | Classificação - Grupo 4 | Classificação - Grupo 4 | Classificação - Grupo 4 | Classificação - Grupo 4 | Classificação - Grupo 4 | Classificação - Grupo 4 | Classificação - Grupo 4 | Classificação - Grupo 4 | Classificação - Grupo 4 |
| Pos                     | Time                    | PG                      | J                       | V                       | E                       | D                       | GP                      | GS                      | SG                      |
| ----------------------- | ----------------------- | ----------------------- | ----------------------- | ----------------------- | ----------------------- | ----------------------- | ----------------------- | ----------------------- | ----------------------- |
| 1                       | Peru                    | 5                       | 3                       | 2                       | 1                       | 0                       | 7                       | 2                       | +5                      |

| 3 de junho | Peru                          | 3 – 1     | Escócia    |  |  |
| 16:45      | Cueto 43' · Cubillas 72', 77' | Relatório | Jordan 14' |  |  |

| 7 de junho | Países Baixos | 0 – 0     | Peru |  |  |
| 16:45      |               | Relatório |      |  |  |

| 11 de junho | Peru                                                | 4 – 1     | Irã         |  |  |
| 16:45       | Velásquez 2' · Cubillas 36' (pen.), 39' (pen.), 79' | Relatório | Rowshan 41' |  |  |

#### Segunda fase
| 14 de junho | Brasil                            | 3 – 0     | Peru |  |  |
| 16:45       | Dirceu 15', 28' · Zico 73' (pen.) | Relatório |      |  |  |

| 18 de junho | Polónia      | 1 – 0     | Peru |  |  |
| 13:45       | Szarmach 65' | Relatório |      |  |  |

| 21 de junho | Argentina                                                       | 6 – 0     | Peru |  |  |
| 19:15       | Kempes 21', 49' · Tarantini 43' · Luque 50', 72' · Houseman 67' | Relatório |      |  |  |

## Estatísticas e recordes
Negrito: Jogadores ainda em atividade

### Mais partidas
| #  | Nome               | Período   | Jogos | Gols |
| -- | ------------------ | --------- | ----- | ---- |
| 1  | Roberto Palacios   | 1992–2012 | 128   | 19   |
| 2  | Héctor Chumpitaz   | 1965–1981 | 105   | 3    |
| 3  | Jorge Soto         | 1992–2005 | 101   | 9    |
| 4  | Juan Jayo          | 1994–2008 | 97    | 1    |
| 5  | Nolberto Solano    | 1994–2008 | 95    | 20   |
| 6  | Rubén Toribio Díaz | 1972–1985 | 89    | 2    |
| 7  | Paolo Guerrero     | 2004–2025 | 87    | 35   |
| 8  | Claudio Pizarro    | 1999–2016 | 85    | 20   |
| 9  | Juan Reynoso       | 1986–2000 | 84    | 5    |
| 10 | Percy Olivares     | 1987–2001 | 83    | 1    |

### Maiores artilheiros
| #  | Jogador           | Período   | Gols (Jogos) |
| -- | ----------------- | --------- | ------------ |
| 1  | Paolo Guerrero    | 2004–     | 39 (99)      |
| 2  | Teófilo Cubillas  | 1968–1982 | 26 (81)      |
| 3  | Teodoro Fernández | 1935–1947 | 24 (32)      |
| 4  | Jefferson Farfán  | 2003–2021 | 22 (75)      |
| 5  | Claudio Pizarro   | 1999–2016 | 20 (85)      |
| 5  | Nolberto Solano   | 1994–2008 | 20 (95)      |
| 7  | Roberto Palacios  | 1992–2012 | 19 (128)     |
| 8  | Hugo Sotil        | 1970–1978 | 18 (62)      |
| 9  | Oswaldo Ramírez   | 1969–1982 | 17 (57)      |
| 10 | Franco Navarro    | 1980–1989 | 16 (56)      |

## Uniformes
O Peru tem como escudo o emblema da Federação Peruana de Futebol. O primeiro emblema, apresentado em 1927, tinha um desenho de escudo em forma de ferro de engomar com o nome do país e a sigla da federação (FPF). Oito emblemas diferentes se seguiram, com o design mais duradouro sendo o escudo francês moderno estampado na camisa do time de 1953 a 2014. Este design tinha a bandeira peruana em sua base, e o nome do país ou a sigla da federação em seu topo. Desde 2014, o emblema tem um design de escudo de ferro de engomar de inspiração retro, com todo o campo composto pela bandeira do Peru e a sigla da federação, circundada por uma moldura dourada. O primeiro uniforme do Peru é composto tradicionalmente por uma camisa branca, com uma faixa transversal da esquerda para a direita vermelha, calção e meias brancas, enquanto o segundo uniforme é o inverso, com camisa vermelha e a faixa transversal branca, calção e meias vermelhas, porém, recentemente outras cores tem sido utilizadas no uniforme alternativo, como o preto em 2019 e azul em 2021.

### Material esportivo
| Fornecedor | Período       |
| ---------- | ------------- |
| Adidas     | 1978–1981     |
| Penalty    | 1981–1982     |
| Adidas     | 1983–1985     |
| Calvo      | 1986–1987     |
| Puma       | 1987–1989     |
| Power      | 1989–1991     |
| Diadora    | 1991–1993     |
| Polmer     | 1993–1995     |
| Umbro      | 1996–1997     |
| Walon      | 1998–2010     |
| Umbro      | 2010–2018     |
| Marathon   | 2018–2022     |
| Adidas     | 2022–presente |